# Exodus Ormian z Górskiego Karabachu

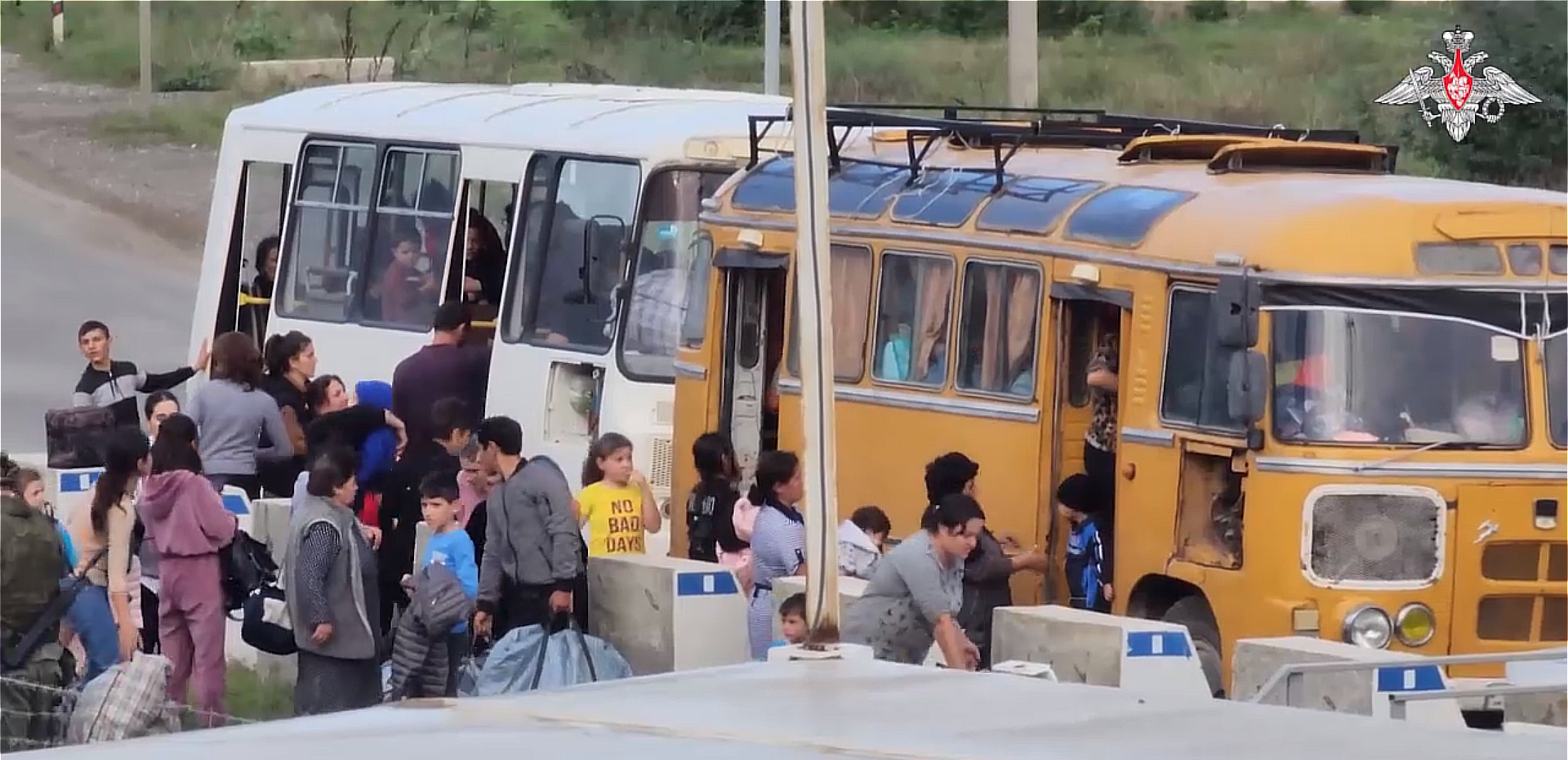
Wysiedleni Ormianie wsiadają do autobusów w Górskim Karabachu, 21 września 2023 r.

Exodus Ormian z Górskiego Karabachu – kryzys uchodźczy, który rozpoczął się 24 września 2023 roku i jest skutkiem Azerbejdżańskiej ofensywy w Górskim Karabachu. Wiąże się on z masową emigracją ludności ormiańskiej z Górskiego Karabachu do Armenii. Znaczny spadek liczby Ormian opuszczających Górski Karabach nastąpił wraz z końcem września. Terytorium Górskiego Karabachu opuściło około 100 000 Ormian.

## Historia

Ciemnoniebieska linia ukazuje liczbę mieszkańców Górskiego Karabachu, którzy opuścili kraj po III wojnie o Górski Karabach, zaś jasnoniebieska tych, którzy w nim pozostali

Od 12 grudnia 2022 roku trwała blokada korytarza laczyńskiego, której skutkiem jest kryzys humanitarny w Górskim Karabachu. Przed rozpoczęciem wojny Górski Karabach zamieszkiwało 120 000 Ormian. Migracje ludności ormiańskiej z Górskiego Karabachu rozpoczęły się 24 września 2023 roku i były skutkiem III wojny o Górski Karabach, która zakończyła się zwycięstwem Azerbejdżanu i przejęciem przez niego kontroli nad regionem, rozwiązaniem Armii Obrony Górskiego Karabachu oraz planowanym rozwiązaniem Republiki Górskiego Karabachu które nastąpiło wraz z zakończeniem 2023 roku. 
Azerbejdżan oficjalnie zapewnił, że prawa ludności ormiańskiej w Górskim Karabachu będą respektowane, a ona nie będzie krzywdzona. Pomimo tego wśród Ormian powszechny był strach przed czystkami etnicznymi. Spowodowało to masowe migracje Ormian z Górskiego Karabachu do Armenii nazwane przez media exodusem Ormian. 24 września 2023 pomimo trwającej blokady Azerbejdżan zezwolił ludności ormiańskiej na korzystanie z korytarza laczyńskiego w celu dotarcia do Armenii. 28 września ponad połowa przedwojennej ludności regionu wyjechała z Górskiego Karabachu. Standardowo pokonanie drogi z Górskiego Karabachu do Armenii przez korytarz laczyński zajmowało dwie godziny, jednak z powodu masowej emigracji z regionu czas podróży wydłużył się do nawet około czterdziestu godzin. W czasie exodusu Ormian 25 września miał miejsce wybuch i pożar stacji benzynowej znajdującej się w Berkadzorze niedaleko Stepanakertu, w którego wyniku zginęło 170 osób, z których większość stała w kolejce po paliwo przed podróżą do Armenii. Niektórzy podróżni umierali również z wycieńczenia. Według danych z 30 września Górski Karabach opuściło ponad 100 000 osób, co stanowi około 80% przedwojennej ludności ormiańskiej. Od tego czasu z Górskiego Karabachu wyjechało niecałe tysiąc osób.
Jednym z rezultatów exodusu Ormian było aresztowanie niektórych urzędników Górskiego Karabachu przez azerbejdżańską straż graniczną. Aresztowani zostali m.in. były minister stanu Górskiego Karabachu Ruben Wartanian i były minister obrony kraju Lewon Martsakanian. Działania Azerbejdżanu mianem czystek etnicznych określił m.in. premier Armenii Nikol Paszinian i cypryjskie ministerstwo spraw zagranicznych. Według strony azerbejdżańskiej chęć osiedlenia się na terenie Górskiego Karabachu wyraziło ok. 150 000 Azerów.  
Przez część ekspertów do spraw prawa międzynarodowego exodus Ormian został uznany za azerbejdżańską zbrodnię wojenną lub zbrodnię przeciwko ludzkości.